# Ein guter Sommer
Ein guter Sommer ist ein deutscher Fernsehfilm aus dem Jahr 2011. Die Tragikomödie wurde beim Filmfest München 2011 uraufgeführt und zum ersten Mal am 29. Juni 2011 im Ersten ausgestrahlt.

## Handlung
Andi ist so schlecht drauf, dass er seinen Job als Reisebusfahrer aufgibt und Suizid begehen will. Der Versuch misslingt und über das Arbeitsamt bekommt er einen neuen Job bei einer Putzkolonne auf dem Bau. Dort lernt er Wilfried kennen, der ihm gegenüber absolut abweisend ist. Doch als Wilfried erfahren muss, dass seine Frau verstarb, weicht der hochsensible Andi nicht mehr von seiner Seite und versucht ihm zu helfen.
Doch der größere Problemfall liegt bei dem Kriseninterventionsteam Hanna und Georg. Als Andi merkt, dass es zwischen den beiden kriselt, heftet er sich an die Fersen der Ärztin Hanna. Andi lässt sich nicht abwimmeln und so schafft er es, dass zwischen ihm, Wilfried und Hannah eine kleine Dreiecksbeziehung entsteht. Schließlich verlässt Andi Wilfried und Hannah, da er merkt, dass die beiden zusammengehören.

## Hintergrund
Die Dreharbeiten des vom Hessischen Rundfunk produzierten Films fanden vom 7. April bis 15. Mai 2010 in Frankfurt am Main und Umgebung statt. Die Redaktion lag bei Jörg Himstedt. Die Uraufführung war am 25. Juni 2011 beim Filmfest München. Bei der Ausstrahlung im Rahmen der Reihe FilmMittwoch im Ersten am 29. Juni 2011 erreichte der Film 2,72 Millionen Zuschauer, was einem Marktanteil von 9,4 Prozent entsprach.

## Kritiken
„Darstellerisch vorzügliche (Fernseh-)Tragikomödie um Freundschaft, Liebe und Tod.“

„Diese bittersüße Tragikomödie über die Irrungen und Wirrungen des Lebens inszenierte Regisseur Edward Berger […] nach dem Drehbuch, das er zusammen mit Nebendarsteller Michael Schenk verfasste, der für Berger schon das Script für das Krimidrama ‚Windland‘ lieferte. Besonders die drei Hauptdarsteller Andreas Schmidt, Devid Striesow und Jördis Triebel geben dieser mitunter witzigen wie tragischen Dreiecksgeschichte mit ihren schauspielerischen Leistungen die nötige Glaubwürdigkeit.“

„Selten wurden im deutschen Fernsehfilm existenzielle Themen, inklusive dem Tod, derart leicht und unbeschwert verhandelt, ohne dabei unernst oder gar albern zu werden. Und das, obwohl die drei Protagonisten schon ein paar sehr alberne Sachen zusammen veranstalten.“

„Nicht nur wegen des Titels fühlt man nun bei ‚Ein guter Sommer‘ an Dresens Balkonien-Dreier erinnert. Lakonisch und ohne Vorschlaghammerpsychologie wird auch hier vom Werden und Vergehen eines Beziehungstrios erzählt; gleichsam mit der Sommerbrise werden Busfahrer Andi, Ärztin Hanna und Neu-Witwer Frieder in eine unmögliche Ménage-à-trois geweht. Verzweifelt glücklich, glücklich verzweifelt: Was die Figuren genau antreibt, bleibt über weite Strecken erstmal im Verborgenen, die Dynamik zwischen ihnen ist trotzdem enorm.“

## Auszeichnung
Der Film wurde bei der Verleihung des Grimme-Preis 2012 im Bereich „Fiktion“ ausgezeichnet. Preisträger waren Edward Berger (Buch/Regie), Michael Schenk (Buch), Andreas Schmidt, Jördis Triebel und Devid Striesow (Darstellung). Außerdem wurden Jördis Triebel, Andreas Schmidt und Devid Striesow für ihre Ensembleleistung mit dem Sonderpreis der Jury beim Hessischen Fernsehpreis 2011 ausgezeichnet. Striesow erhielt bei der Verleihung der Goldenen Kamera 2012 eine Nominierung als bester deutscher Schauspieler.